# Бурачинський Тит-Євген Йосипович
Бурачи́нський Тит-Євге́н Йосипович (5 січня 1880, Криворівня Верховинського району Івано-Франківської області — 23 червня 1968, Тчев, Польща) — видатний український лікар та громадський діяч.

## Життєпис

### Походження і родина
Тит-Євген Бурачинський народився 5 січня 1880 року в селі Криворівні Косівського повіту (нині Верховинський район) на Станиславівщині (тепер Івано-Франківська область) у родині пароха Йосипа Бурачинського і його дружини Зеновії.
Йосип Бурачинський (1838—1903) навчався в Чернівцях, Львові, у Віденському університеті студіював теологію, українську літературу, класичну філологію. З 1862 року викладав класичну філологію у Чернівецькій гімназії. 1882 року одружився із Зеновією Навроцькою (1843—1909), донькою пароха с. Котузова Андрія Навроцького і Марії з Глібовицьких. 1862 року рукоположений і отримав призначення на парафію в с. Криворівня. З 1885 року і до смерті був парохом у с. Княждвір біля Коломиї.
У сім'ї Йосипа та Зеновії Бурачинських крім Тита-Євгена було ще три сини та дві доньки:
- Цецилія  — Целіна (1860—1924), культурно-громадська діячка, дружина відомого лікаря Івана Курівця;
- Андрій (1863—1941), доктор медицини, військовий лікар-дерматолог, полковник, шеф санітарної служби УГА, член Українського лікарського товариства, культурно-громадський діяч;
- Марія (1865—1935), культурно-громадська діячка, збирач гуцульського фольклору, укладач словника гуцульських слів, одна з перших членкинь Товариства руських женщин, дружина о. Олексія Волянського;
- Ераст (1875—1942), інженер-лісотехнік, одружений з Ольгою з Лопатинських;
- Осип (1877—1948), адвокат, судовий радник, державний секретар судівництва ЗУНР, одружений з Оленою з Добровольських.

### Освіта
Тит-Євген Бурачинський початкову освіту отримав у рідному селі в україномовній школі, навчання у якій розпочав з 5 років. З третього класу вивчав у школі польську мову, а німецьку мову  — вдома. У 9 років здав підсумковий іспит за четвертий клас у школі м. Косова. Оскільки в цьому віці до гімназії ще не приймали, то батьки послали його на навчання в четвертий клас чотирирічної німецькомовної школи в містечку Серет на Буковині, де ним заопікувалася старша сестра Марія, чоловік якої о. Олексій Волянський був там парохом. Після закінчення у 1890 році четвертого класу із відзначенням Тит-Євген здав вступний іспит до Станиславівської гімназії, у якій уже вчилися його старші брати. Українську мову (обов'язкову для вивчення у гімназії) йому викладали такі визначні педагоги, як професори І.Кокорудз (пізніший голова «Рідної школи»), О.Шухевич.
1898 року, закінчивши з відзнакою гімназію, Бурачинський Т.-Є. поступив до Львівського університету на медичний відділ. Серед 30 студентів курсу він був єдиним українцем. Відразу активно долучився до громадського життя та записався в члени студентського товариства Академічна громада. Спочатку його обирають заступником бібліотекаря, пізніше у 1899 році — бібліотекарем товариства. У цьому ж році його зарахували на посаду демонстратора кафедри лікарської хімії з річною платнею в 300 корон та безкоштовним мешканням. На початку 1900 року він входить як секретар до складу Виділу централі «Просвіти».
У цьому часі у Львові було започатковано рух академічної молоді за створення українського університету. Бурачинський був одним із організаторів віча українського студентства, на якому наперекір волі сенату університету було прийнято резолюцію з вимогою створення українського університету. Він став членом делегації до Відня, яка мала зустріч з державним міністром освіти і вручила йому меморандум з цією вимогою. За такий демарш його разом із іншими чотирма студентами-депутатами рішенням сенату було відраховано з університету. Цей акт викликав велике обурення серед української академічної молоді та громадськості. На знак протесту й солідарності із виключеними колегами студенти-українці масово покидали Львівський університет і переходили на навчання до Віденського (в тому числі і Т.-Є. Бурачинський), Празького та Чернівецького університетів. Після закінчення першого семестру третього курсу довелося йому короткочасно служити в 41-полку в Чернівцях.
Влітку 1901 р. організації студентів Праги й Відня постановили повернутися до Львова і продовжувати боротьбу за український університет. Бурачинський знову записався на медичний відділ Львівського університету, який закінчив 1904 року.

### Родинне життя
1911 року Тит-Євген Бурачинський одружився із Зеновією Левинською, яка народилася 1890 року в с. Вовківці (Чортківський район) у сім'ї священика (з 1891 року катехита в Чернівцях) о. Атаназія Левинського та Теодори з Кисілевських. Вона закінчила учительську семінарію в Чернівцях, брала активну участь у житті української громади в Чернівцях, а пізніше у Львові.
Зеновія і Тит-Євген Бурачинські виростили та виховали трьох синів: Мирослава, Нестора, Ераста.
- Мирослав-Андрій Бурачинський (1912, Чернівці — 1987, Івано-Франківськ) — лікар, учений, перекладач, громадський діяч. З 1945 року асистент, доцент кафедри нормальної анатомії Івано-Франківського медичного інституту. Як представнику відомої галицької родини, безпартійному йому не дали змоги захистити докторську дисертацію, яка вже була успішно апробована в інституті, і в 1973 році відправили на пенсію. Ще 10 років він працював перекладачем іноземної літератури в бібліотеці інституту.
- Нестор-Богдан Бурачинський (1917, Югославія — 1941). Працював бухгалтером (1933 — 1941) у Львові. Був мобілізований у 1941 році до радянської армії і брав участь у Другій світовій війні. Потрапив у німецький полон, працював конюхом у бауера, бо знав німецьку мову. Дальша доля невідома.
- Ераст Бурачинський (1920, Чернівці — 2008, Чикаго) — лікар, диригент хору. 1944 року після отримання диплому лікаря пішов добровольцем у дивізію «Галичина». У липні 1944 р. під Бродами потрапив у більшовицький полон, у якому під чужим іменем (Еріх Мюллер) перебував 5 років, працюючи лікарем у таборах полонених німців, італійців. 1949 року з групою німців був звільнений з полону і відправлений до Західної Німеччини. Після об'єднання з родиною (дружина працювала в Англії, шестирічною донькою опікувалася бабуся у Відні) 1950 року емігрував до Австралії. З 1958 року в США, де підтвердив право на лікарську практику. Маючи вищу музичну освіту (Вищий музичний інститут у Львові) був диригентом багатьох українських хорів (у таборі переміщених осіб у Ділінгені, Австралії, Чикаго). Написав цікаві спогади з більшовицького полону («П'ять років у німецькій „шкірі“ в полоні в Києві», Свобода, 1979).

Помер Тит-Євген Бурачинський 23 червня 1968 року у Тчеві, де і був похований на міському цвинтарі. Його дружина Зеновія, яка померла в 1970 р., похована поруч із ним.

## Лікарська та громадська діяльність
Після закінчення університету, відбуття другої половини військової служби Т.-Є. Бурачинський працював на посаді 3-го асистента в приватній клініці професора І.Ридіґера. Та не маючи перспективи наукової праці в клініці в 1907 році він прийняв посаду секундаря головної лікарні Буковини в Чернівцях, а від 1912 року став завідувачем відділу (ординатором)цієї лікарні. Там він розпочав також свою наукову діяльність. Перші наукові праці опублікував в Українському Медичному Віснику у Празі.
Коли 1910 року д-р Є. Озаркевич зі Львова та д-р А. Козакевич з Коломиї започаткували справу заснування Українського лікарського товариства, Т.-Є. Бурачинський разом із д-ром В. Гузарем із Чернівців активно долучився до реалізації цього задуму.
З початком Першої світової війни Бурачинський був мобілізований до австрійської армії: до 1916 року він лікар-асистент польового шпиталю на східному фронті, після — на італійському, де до завершення війни у 1918 році обіймав посаду головного лікаря полку в Удіне. Опісля він був переведений у Чернівці на посаду ординатора хірургічного відділу військової лікарні, де служив аж до розпаду Австро-Угорської імперії у жовтні 1918 року.
З утворенням ЗУНР Державний секретаріат призначає Бурачинського головним хірургом польової лікарні в Тернополі. Після втрати незалежності з дозволу польської влади він з родиною повертається до Чернівців, де до серпня 1925 року працює на посаді керівника хірургічної амбулаторії. Того ж року за допомогою свого шурина Івана Курівця переїжджає з родиною до Львова, де йому запропонували посаду завідувача хірургічного відділу «Народної лічниці» — амбулаторії для незаможних.
Цей український лікарняний заклад був відкритий на початку 1904 року на пожертви громадськості, діячів науки, мистецтва, священства. На опікуна лічниці засновники запросили Митрополита Андрея Шептицького, який не тільки прийняв покровительство, але також передав та обладнав своїм коштом (понад 7,000 корон) до вжитку відділів «Народної лічниці» дім на узбіччі Святоюрської гори при вулиці П. Скарги, 4. У ньому в семи кімнатах розмістилися відділи внутрішніх хворіб, дитячий, хірургічний, окулістичний, вушний, дерматологічний. Хворі, незалежно від національного походження, у передвоєнний період лікувались цілком безкоштовно. Кількість хворих, які зверталися за допомогою, невпинно зростала і тому постала нагальна потреба побудови повноцінного шпиталю. На той час Т.-Є. Бурачинський з 1931 року уже був директором «Народної лічниці». За його та першого директора Є. Озаркевича ініціативою була скликана нарада представників інтелігенції Галичини, яка закликала громадськість до складання пожертв на будівництво нової лікарні. Пожертви надходили звідусіль, в тому числі і з-за кордону: США, Канади. У повоєнний період хворі, що могли, давали мінімальні грошові датки, які підбудовували фонд будівництва.
На початку 1938 року будівництво шпиталю було завершене і одностайним рішенням громадської ради на посаду його директора був призначений д-р Тит-Євген Бурачинський. Він і запропонував назвати шпиталь: «Український шпиталь „Народна лічниця“ імени Митрополита А. Шептицького».
Крім праці лікаря, організатора медичного забезпечення хворих д-р Бурачинський багато часу приділяв суспільно-громадській діяльності. Він брав активну участь у роботі Українського Лікарського товариства з моменту його заснування в 1910 році, кілька разів (1926, 1928, 1929, 1933 і 1935 рр.) почергово очолював його (голова Товариства обирався на один рік), тісно співпрацював із редакцією «Лікарського вісника», з 1931 року був обраний дійсним членом Наукового товариства ім. Шевченка, був членом Українського гігієнічного товариства у Львові. Був високоосвіченою людиною, володів 11 мовами, в тому числі їдиш.
З приходом у Львів 1939 року більшовиків шпиталь було перетворено на лікувальний заклад для владної верхівки. Д-ра Бурачинського звільнили з посади директора, залишивши завідувачем хірургічного відділу. Під час німецької окупації його поновили на посаді директора шпиталю і він залишався ним аж до другого приходу радянських військ у Львів у 1944 році.
Уникаючи переслідувань у березні 1944 року Бурачинський з родиною виїжджає спочатку до Криниці, потім до Кракова, а наприкінці квітня був скерований на роботу в маленьке містечко Хойніце, де мешкав його брат Осип Бурачинський. На початку травня його переводять в містечко Тчев заступником головного хірурга міської лікарні. Пізніше почергово він працює то в Мальборку, то ларингологом у Тчеві. Після приходу в березні 1945 року радянських військ польська влада ще протягом місяця дозволяла Бурачинському керувати лікарнею, та з прибуттям лікарів-поляків звільнила його з посади. Кілька місяців йому ще дозволили працювати в порадні Польського Червоного Хреста. Пізніше він отримав дозвіл на приватну практику. Від травня 1947 року почав працювати ларингологом в лікарні та амбулаторії. У квітні 1949 безпідставно був звинувачений у співпраці з німецькою владою і відсидів 5 місяців у в'язниці у Ґданську. На пенсію вийшов у 83 роки і, як пенсіонер, користав з права займатися приватною практикою аж до кінця життя.

## Нагороди
- Лицарський хрест ордена Франца Йосифа (1917)[1]

## Вибрані публікації
- Причинок до лікування непрохідності нижніх сечових шляхів.  — Український Медичний Вісник (Прага).  — 1923.  — Ч. 1.  — С. 48—54.
- Уваги про шкільну гігієну.  — Український Медичний Вісник (Прага).  — 1924.  — Ч. 3—4.  — С. 174—177.
- Про запалення відростка сліпої кишки у грижі.  — Лікарський Вісник (Львів).  — 1926.  — Ч. 1.  — С. 13—17.
- Причинки до хірургії вегетативних нервів.  — Лікарський Вісник (Львів).  — 1926.  — Ч.2.  — С. 7—21.
- Про потребу будови української лікарні у Львові.  — Лікарський Вісник (Львів).  — 1927.  — Ч. 1.  — С. 21—24.
- Значіння грлового охоронного перстня як входової брами для інфекції і витин мигдаликів.  — Лікарський Вісник (Львів).  — 1929.  — Ч. 1—2.  — С. 1—3.
- Туберкульоза, її поборювання та охорона перед нею.  — Видання Українського Гігієнічного Товариства (Львів).  — 1930.
- Хірургічне лікування недуг шлунка.  — Лікарський Вісник (Львів).  — 1930.  — Ч. 2—3.  — С. 18—24.
- Про рака.  — Видання Українського Гігієнічного Товариства (Львів).  — 1931.
- Про новітнє ліковання ран.  — Лікарський Вісник (Львів).  — 1933.  — Ч. 1.  — С. 1—22.
- Хірургія при цукрівниці.  — Лікарський Вісник (Львів).  — 1934.  — Ч. 2.  — С. 35—38.
- Новіші погляди в науці про рака.  — Лікарський Вісник (Львів).  — 1935.  — Ч. 2.  — С. 39—55.
- Травма і туберкульоз.  — Лікарський Вісник (Львів).  — 1936.  — Ч. 5.  — С. 133—142.
- Новіші погляди запалень кісткового мозку.  — Лікарський Вісник (Львів).  — 1937.  — Ч. 5.  — С. 149—160.
- Хірургічне поступування при кровогнів'ю.  — Лікарський Вісник (Львів).  — 1939.  — Ч. 2—3.  — С. 37—38.